# Zelenîi Hai (Novoserhiivka), Baștanka
Zelenîi Hai (în ucraineană Зелений Гай) este un sat în comuna Novoserhiivka din raionul Baștanka, regiunea Mîkolaiiv, Ucraina.

## Demografie
Componența lingvistică a localității Zelenîi Hai
     Ucraineană (95,51%)
     Rusă (2,25%)
     Română (2,25%)
Conform recensământului din 2001, majoritatea populației localității Zelenîi Hai era vorbitoare de ucraineană (95,51%), existând în minoritate și vorbitori de rusă (2,25%) și română (2,25%).